# Macromitrium harrisi
Macromitrium harrisi là một loài Rêu trong họ Orthotrichaceae. Loài này được Paris mô tả khoa học đầu tiên năm 1900.